# Copa Aldao 1940
La Copa Aldao 1940 fue la decimotercera edición del torneo organizado por AFA y AUF, que enfrentó al Club Atlético Boca Juniors (Argentina), ganador del Campeonato de Primera División 1940; y al Club Nacional de Football (Uruguay), ganador del Campeonato Uruguayo 1940.
Se disputó a un solo partido en el Estadio Centenario de Montevideo, que concluyó 2 a 2. A raíz de una protesta de Boca Juniors, aduciendo que el tanto del empate de Nacional fue convertido cuando ya había concluido el tiempo reglamentario, fueron expulsados el jugador Suárez y el técnico Sobral. Esta acción ofuscó a los argentinos, quienes decidieron no jugar el tiempo extra y abandonaron el campo de juego.
Posteriormente, y luego de tomar intervención ambas Asociaciones, se determinó que se disputaría un nuevo encuentro el 22 de enero de 1941, pero Boca Juniors se negó a jugarlo. Las autoridades le entregaron el trofeo a Nacional, aunque finalmente no definieron oficialmente el título.
Este partido inspiró quizás a Eduardo Galeano en su cuento "Gol de Atilio" del libro El Fútbol a Sol y Sombra (1995), aunque modifica el año (1939), el resultado (Nacional 3, Boca Juniors 2) y el motivo del abandono del campo de juego, indicando que los jugadores de Boca Juniors recriminaban al juez que anulara el gol de Nacional por la cantidad decomunal de faltas cometidas contra Atilio García por ellos mismos. 

## Clubes clasificados
Clasificaron como campeones de 1940 en sus respectivas ligas.
| AFA (Argentina) |  | Boca Juniors |  | Campeón de Primera División de Argentina (1940) |
| AUF (Uruguay)   |  | Nacional     |  | Campeón de Primera División de Uruguay (1940)   |

## Primer partido
| 28 de diciembre de 1940 | Nacional              | 2:2 (1:1) | Boca Juniors                              | Estadio Centenario, Montevideo |                           |
|                         | Atilio García 42' 88' |           | Raúl F. Emeal 19' · Bernardo Gandulla 82' | Árbitro(s): Aníbal Tejada      | Árbitro(s): Aníbal Tejada |

Nota: El nuevo encuentro nunca se disputó.
|                                    |
|                                    |
| Se le entregó el trofeo a Nacional |